# Феофилакт (Георгиадис)
Архиепи́скоп Феофила́кт (греч. Αρχιεπίσκοπος Θεοφύλακτος, в миру Феодо́сиос Георгиа́дис, греч. Θεοδόσιος Γεωργιάδης; 1951, Неа-Харавги — 8 октября 2021, Израиль) — епископ Иерусалимской православной церкви, архиепископ Иорданский, патриарший эпитроп в Вифлееме (2005—2021).

## Биография
Родился в 1951 году в деревне Харавги в простой греческой семье. Получил духовное образование в Церковной школе (семинарии) в Ксанфи.
В 1972 году прибыл в Иерусалим и был назначен секретарём Патриаршего кабинета.
16 февраля 1973 года принял монашество с именем Феофилакт и 19 февраля хиротонисан во иеродиакона.
После трёх лет помощником инспектора молодёжи в Иерусалимской Патриаршей школе, в 1976 году был назначен секретарём Земельного Комитета.
19 сентября 1977 года состоялось его рукоположение в сан иеромонаха и назначение на должность настоятеля Монастыря святого Симеона в Кате.
В 1979 году поступил в Ленинградскую духовную академию.
Во время посещения СССР патриархом Иерусалимским Диодором в 1981 году, был возведён в сан архимандрита.
В 1984 году окончил Ленинградскую духовную академию со степенью кандидата богословия за сочинение «Этнографические данные кн. Бытия в свете историко-археологических изысканий».
В том же году уехал на Святую Землю, где служил в Вифлеемском монастыре, в 1985 году — секретарём Хозяйственного отдела патриархии, а с 1986 года — настоятелем Монастыря Святого Креста в Иерусалиме.
В ноябре 1989 года возобновилась деятельность Иерусалимского подворья в России при храме Воскресения Словущего на Арбате, в связи с чем по договорённости с Русской православной церковью архимандрит Феофилакт был назначен Иерусалимским патриаршим представителем при патриархе Московском и всея Руси и настоятелем данного храма. 19 ноября 1989 года состоялось Торжественное богослужение, которое возглавил митрополит Минский и Белорусский Филарет (Вахромеев), которому сослужили специально приехавший по этому случаю главный секретарь Иерусалимского патриархата епископ Тимофей (Маргаритис) и настоятель подворья архимандрит Феофилакт.
Оценивая результаты своей деятельности, писал в 2001 году: «Люди получили возможность открыто исповедовать свою веру и приобщаться к правильно устроенной церковной жизни. Это позволило в короткие сроки провести большие строительные и реставрационные работы, обновившие интерьер и внешний облик храма. По новому руслу потекла приходская жизнь. С самого открытия подворья при нем стала действовать паломническая служба, организующая поездки по святым местам России и к христианским святыням, находящимся на Святой Земле (Палестине), в Греции, Италии и других странах».
В 1994 году при Иерусалимском подворье организовано Православное общество ревнителей Святого Живоносного Гроба Господня, а в ноябре 1997 года — сестричество во имя святителя Петра, Московского чудотворца.
Служил на этой должности до 2001 года. 27 ноября в помещении генерального консульства Греции в Москве был устроен приём по случаю отъезда из России представителя Патриарха Иерусалимского при Патриархе Московском и всея Руси архимандрита Феофилакта. На приёме присутствовали председатель Отдела внешних церковных связей Московского Патриархата митрополит Смоленский и Калининградский Кирилл (Гундяев), архиепископ Истринский Арсений (Епифанов), заместитель председателя ОВЦС МП архимандрит Марк (Головков), новоназначенный представитель Патриарха Иерусалимского при Патриархе Московском и всея Руси архимандрит Феофил (Яннопулос), генеральный консул Греции в Москве Александрос Катранис. На прощание на молитвенную память митрополит Кирилл вручил архимандриту Феофилакту наперсный крест с украшениями.
По возвращении в Иерусалим в 2001 году был назначен членом Священного синода и старшим скевофилаксом.
В 2003 году был освобождён от должности скевофилакса и назначен настоятелем Монастыря святого Феодора и священником патриаршего Константино-Еленинского храма.
18 ноября 2005 года был избран архиепископом Иорданским и назначен Патриаршим представителем в Вифлееме, а также настоятелем Базилики Рождества Христова в Вифлееме.
17 декабря того же года в Иерусалимском храме Воскресения Господня состоялась его архиерейская хиротония, которую возглавил патриарх Иерусалимский Феофил III.
В 2012 году становится членом Священного синода Иерусалимской православной церкви.
28 июля 2012 года представлял Иерусалимский патриархат на торжествах в честь День Крещения Руси и 20-летию предстоятельського служения митрополита Владимира (Сабодана).
9 ноября 2012 года в числе других членов Священного синода участвовал во встрече патриарха Московского и всея Руси Кирилла и патриарха Иерусалимского Феофила III в Тронном зале Иерусалимской патриархии.
24 февраля 2017 года решением Священного синода Иерусалимского патриархата назначен членом Церковного суда.
После произошедшей летом 2021 года автомобильной аварии, перенёс несколько операций и около двух месяцев находился в больнице, где был интубирован и скончался 8 октября 2021 года. Отпевание было совершено 9 октября в церкви святых Константина и Елены после чего почивший иерарх был похоронен на кладбище рядом с базиликой Рождества Христова в Вифлееме.